# 사문서부정행사죄
사문서부정행사죄(私文書不正行使罪)는 타인의 권리·의무 또는 사실증명에 관한 문서(사문서)나 도화를 부정하게 행사함으로써 성립하는 대한민국의 범죄이다.

## 성립 요건
- 대상 문서: 권리·의무 또는 사실증명에 관한 타인의 사문서 또는 도화
- 행위 주체: 사용할 권한이 없는 자가 문서 명의자로 가장하여 부정하게 행사하거나, 권한이 있더라도 정당한 용법이 아닌 부정한 용도로 행사하는 경우
- 행사 방법: 문서를 상대방이 인식할 수 있는 상태로 제시하거나 열람하게 하는 등, 반드시 교부할 필요는 없음

## 부정행사의 의미
부정행사란 사용할 권한이 없는 사람이 문서 명의자인 것처럼 행세하여 사용하는 것, 또는 권한이 있더라도 문서의 본래 목적이 아닌 다른 용도로 사용하는 것을 뜻한다.

## 판례
- 실질적인 채권채무관계 없이 당사자 간 합의로 작성된 차용증이나 이행각서를 법원에 제출한 경우, 이는 사용권한자가 특정되어 있다고 볼 수 없고 용도가 다양하므로 사문서부정행사죄에 해당하지 않는다.[2]
- 절취한 전화카드를 공중전화기에 넣어 사용한 것은 권리의무에 관한 타인의 사문서를 부정행사한 경우에 해당한다.[3]

## 참고문헌
- 송승은. (2008). 문서의 부정행사죄에 있어서 ‘부정행사’의 개념. 비교형사법연구, 10(1), 225-251.
- 문채규. (2012). 공·사문서의 부정행사죄에서 부정행사의 개념. 법학연구, 53(4), 21-48.